# Stoa de Zeus
Pour les articles homonymes, voir Stoa (homonymie).
La stoa de Zeus, aussi appelée « portique de Zeus Eleutherios », est un édifice antique situé sur l'Agora d'Athènes et décrit par Pausanias.
Le monument, construit à l'emplacement d'un sanctuaire du VIe siècle av. J.-C. en l'honneur de Zeus Elefthérios (c'est-à-dire libérateur), avait une forme de « Π ». La partie latérale au nord a été détruite lors des aménagements de la ligne 1 du métro d'Athènes, à la fin du XIXe siècle.